# 印度黄檀
印度黄檀（学名：Dalbergia sissoo）为豆科黄檀属下的一个种。

## 扩展阅读
維基物種上的相關：印度黄檀